# Helmer Alexandersson
Karl Helmer Alexandersson, född 16 november 1886 i Stockholm, död 24 december 1927 i Stockholm, var en svensk tonsättare och musiker (violinist). Han var bror till skådespelaren Karin Alexandersson. 

## Biografi
Helmer Alexandersson genomgick Musikkonservatoriet i Stockholm, och var därefter elev i violin hos Johan Lindberg och i kontrapunkt hos Johan Lindegren och i instrumentation hos Jean Paul Ertel i Berlin. Hans karriär som musiker började lovande. Han fick flera stipendier och han fick uppdraget att skriva den officiella marschen för Olympiska spelen i Stockholm 1912. Hans andra symfoni 1919, framförd under Georg Schnéevoigt, blev en framgång. Efter att ha skrivit orkestermusik till flera svenska långfilmer tycks han ha ägnat allt mer av sin tid åt att skriva musik till stumfilmer, och han spelade själv, tillsammans med bland andra Hilding Rosenberg i orkesterdiket på biografen Röda Kvarn i Stockholm. Helmer Alexandersson tycks ha varit en försynt person som inte lyckades dra fördel av sina tidiga framgångar. Han dog i fattigdom på julafton 1927, och begravningen bekostades av Stockholms stad.

## Verk
Filmmusik
- 1925 - Ingmarsarvet
- 1923 – Gunnar Hedes saga
- 1919 - Herr Arnes pengar

Arrangemang
- 1921 – Värmlänningarna

Orkestermusik
- 1914 1919 - Symfoni nr. 2 i G-moll
- 1910 - Ouvertyr i C-moll

## Inspelningar
- Ouvertyr, Symfoni nummer 2, Uppsala Kammarorkester, dirigent Paul Mägi, Sterling 2008.